# Palma (filme)
Palma (em russo:  Пальма; bra: Minha Amiga Palma) é um filme de drama e aventura infantil russo de 2021 dirigido por Aleksandr Domogarov Jr., baseado em eventos reais que ocorreram em 1974-1976 no Aeroporto Internacional Vnukovo, em Moscou.
Foi lançado nas salas de cinema em 18 de março de 2021 pela Central Partnership.

## Sinopse
Em 1977, na União Soviética, o dono de uma cadela chamada Palma, da raça pastor-alemão, voa para o exterior. Mas Palma se esconde no aeroporto e espera por seu dono. Ela conhece um menino chamado Kolya Lazarev, que perdeu a mãe, e eles se tornam melhores amigos.

## Elenco
- Viktor Dobronravov como Vyacheslav Lazarev, um comandante da aeronave
- Liliya (Pastor alemão) como Palma
- Leonid Basov como Kolya Lazarev, um menino
- Vladimir Ilyin como Sergey Tikhonov, um técnico aeroportuário, pai de Nina Tikhonova
- Valeriya Fedorovich como Nina Tikhonova, uma comissária de bordo, filha de Sergey Tikhonov
- Evgeniya Dmitrieva como Lyubov Zhurina, chefe do esquadrão de voo da OJSC “Aeroflot Soviética”
- Igor Khripunov como Evgeny Golikov, chefe do Serviço de Segurança Soviético
- Pavel Maykov como Georgy Krasilov, copiloto
- Vladimir Simonov como Ivan Lysko
- Yan Tsapnik como Igor Polsky, dono da pastora Palma
- Filipp Savinkov como  Kravchenko, um comissário de bordo
- Darya Luzina como Anna, uma comissária de bordo
- Elena Anisimova como Raisa Semenovna, uma caixa de aviação
- Bain Bovaldinov como Fedya, um policial